# Автоматична лінія
Автоматична лінія — група машин, які, маючи спільні механізми керування, автоматично виконують в технологічній послідовності цикл операцій з обробки виробів. Автоматична лінія обладнана автоматичними транспортними засобами для переміщення виробів від однієї машини до іншої.
Автоматизація виробництва, за допомогою автоматичних ліній є одним з найпростіших, найнадійніших і найважливіших напрямів технічного прогресу. Серед інших напрямів розвитку автоматизації треба назвати системи програмного керування та кібернетичні системи з логічним керуванням.
При обробці на автоматичній лінії виріб послідовно переміщується від однієї машини до іншої. Він встановлюється і закріплюється в певному положенні для обробки сам або разом з пристроєм, який переміщує його.

## Історія (СРСР)
Першу автоматичну лінію в СРСР було збудовано в 1939 році за проектом стахановця-раціоналізатора Сталінградського тракторного заводу І. П. Іночкіна. На цій лінії автоматично оброблялись роликові втулки для гусеничних тракторів. На Московському автозаводі ім. Лихачова працює 32-позиційна автоматична лінія, на якій обробляють головки блоків циліндрів для автомобільних двигунів, як і на Мінському автозаводі.
Московський завод імені Орджонікідзе спеціалізувався на виробництві апаратури для автоматичних ліній в СРСР. До 1957 року включно для машинобудівних заводів було виготовлено 150 верстатних ліній. Крім того, підприємства власними силами спорудили близько 200 ліній. 
Автоматичні лінії запроваджено майже в усіх галузях промисловості, найбільше: металургійній, машинобудівній, електротехнічній, легкій, харчовій тощо. Давно[коли?] вже працюють автоматичні лінії на автомобільних, тракторних і металургійних заводах, на кондитерських і текстильних фабриках.

## Розробка і конструювання
Розробка і конструювання автоматичних ліній потребує насамперед глибокого знання технологічного процесу. Досвід показує, що часто зовсім невеликі зміни технологічного процесу дають змогу значно спростити будову автоматичних ліній. Проте ефективно автоматизувати можна не всякий, а тільки раціонально побудований технологічний процес виготовлення деталей. Великі допуски на механічну обробку деталей часто призводять до подвоєння числа агрегатів автоматичної лінії. Як правило, за допомогою автоматичних ліній найлегше автоматизувати безперервні процеси. Тому велике значення для автоматизації виробничих процесів мають науково-дослідні роботи з розробки питань безперервної бездоменної плавки чавуну, створення дифузорів безперервної дії для цукровиї заводів тощо. Розробка автоматичних ліній вимагає спільної творчої роботи технологів і конструкторів. Складність роботи конструкторів пояснюється тим, що автоматична лінія переміщує виріб у просторі з однієї зони обробки до іншої і його необхідно встановлювати і закріплювати в кожній зоні. Не всі процеси виробництва піддаються автоматизації за допомогою таких ліній. Іноді технологічний процес вимагає настільки складної конструкції автоматичних ліній, що будування її стає нераціональним. У ряді випадків ефективнішим у порівнянні з автоматичними лініями є застосування систем програмного керування, при якому виріб залишається на одному місці, а оброблюючий інструмент наближається і віддаляється від нього за певною програмою. При цьому досягається економія виробничої площі, бо така автоматична установка займає менше місця. У системах програмного керування програма записується на жорстких дисках або магнітній стрічці (колись перфорованій стрічці), з якої зчитується і перетворюється в сигнали керування за допомогою засобів обчислювальної техніки. Поряд з забезпеченням високої точності системи програмного керування здійснюють швидку переналадку на виготовлення інших виробів, а при обробці складних деталей значно прискорюють їх виготовлення. Тому системи програмного керування найраціональніше застосовувати при дрібносерійному виробництві, а автоматичні лінії — при великосерійному.
Найдосконалішою системою автоматизації виробництва є система, яка поєднує в собі принцип автоматичних ліній з принципом програмних систем та кібернетичного[що?] (логічного) керування.